# Vodonínský rybník
Vodonínský rybník o rozloze vodní plochy 0,21 ha se nalézá v polích u malého lesíka asi 1 km jižně od centra obce Osice v okrese Hradec Králové. Rybníček je využíván pro chov ryb a zároveň slouží jako lokální biocentrum pro rozmnožování obojživelníků.

## Galerie

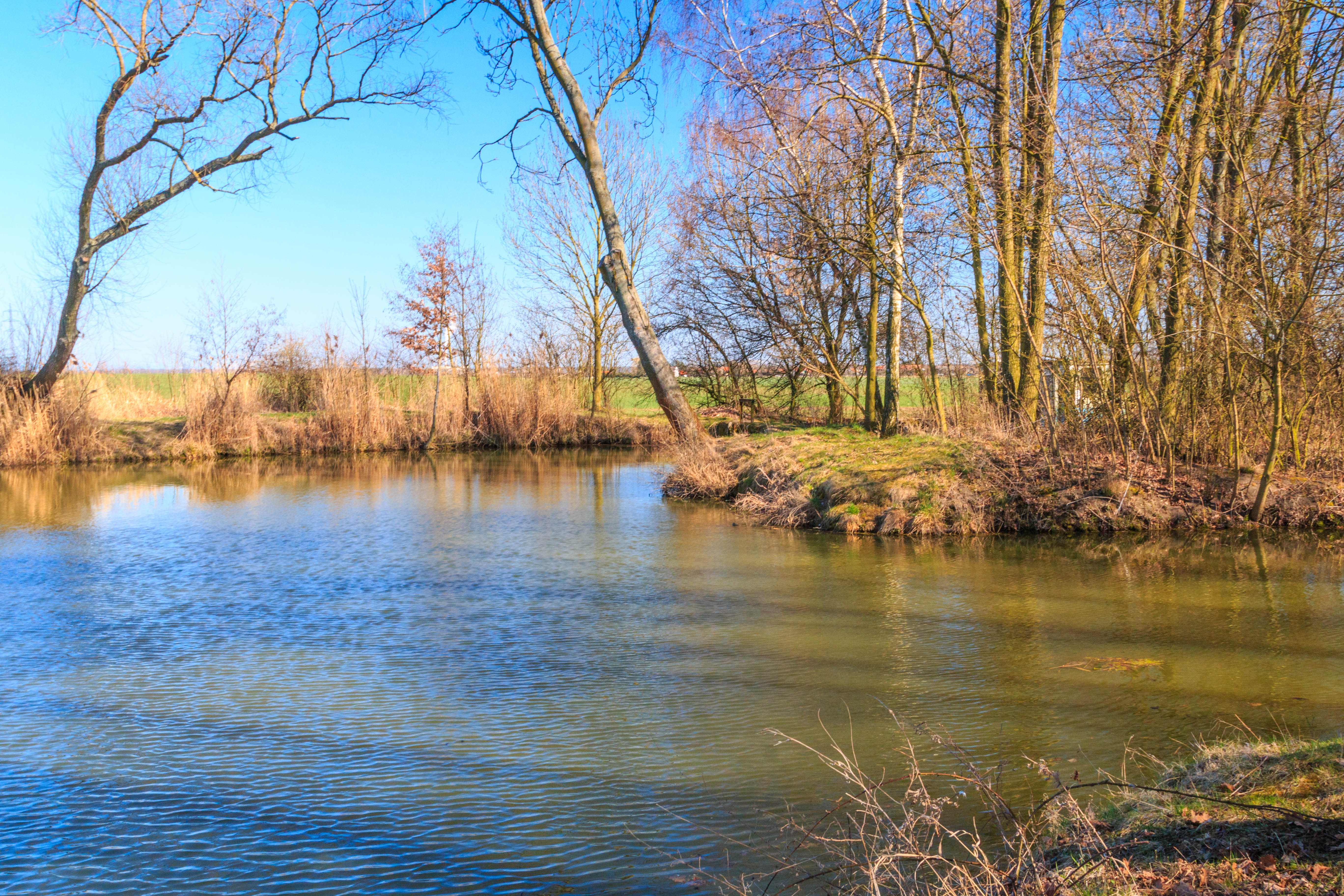
Pohled na Vodonínský rybník pod Osicemi
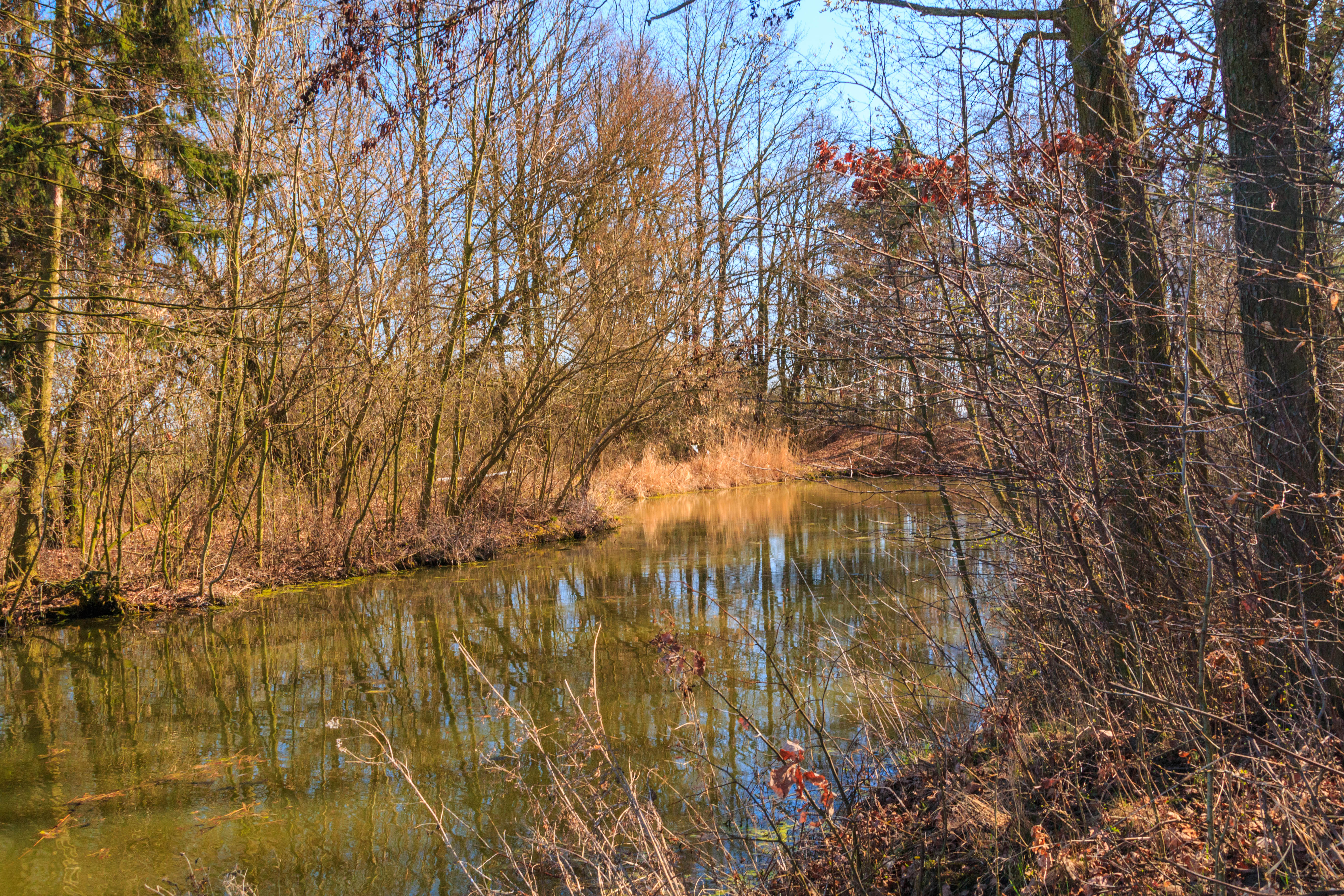
Pohled na Vodonínský rybník pod Osicemi
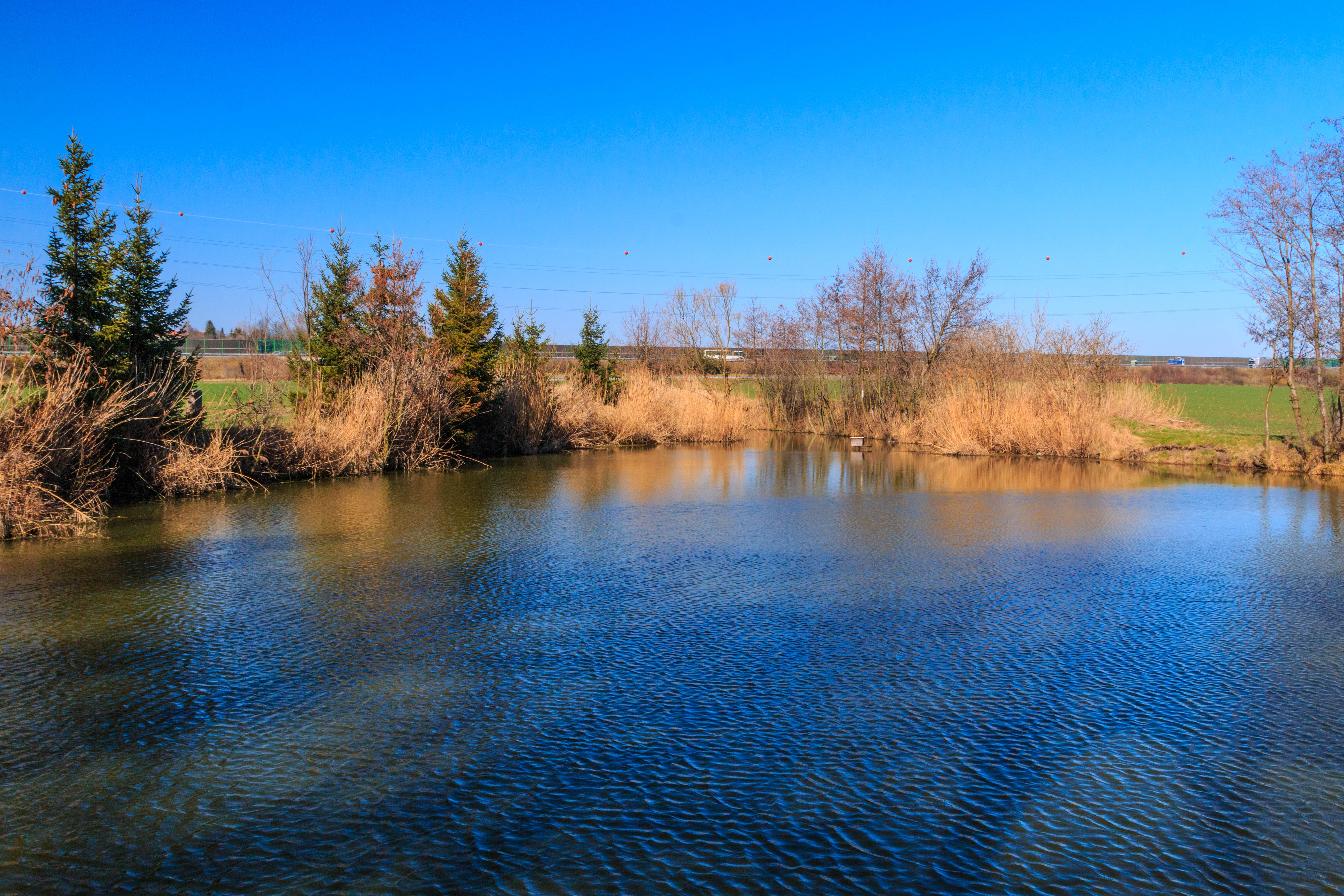
Pohled na Vodonínský rybník pod Osicemi